# Sinagoga de Park Avenue
La Sinagoga de Park Avenue, és una congregació conservadora situada en el número 50 del carrer 87 Est del Upper East Side de Manhattan, a la ciutat de Nova York. La congregació va ser fundada en 1882 com una sinagoga reformista, per un grup de jueus alemanys. Després de diversos canvis, la congregació va prendre el nom de Agudat Yesharim, i més tard va canviar el seu nom per anomenar-se "Sinagoga de Park Avenue" en 1923. En 1927, l'edifici actual d'estil neomudèjar del carrer 87 Est va ser construït. Durant els anys 30 del segle xx, la congregació va canviar la seva afiliació reformista, i va passar a ser una sinagoga conservadora, en aquesta època la congregació comptava amb un gran nombre de fidels procedents d'Europa de l'Est. A l'octubre de 2013, la sinagoga era liderada pel rabí emèrit Elliot J.Cosgrove. La congregació ha tingut famosos rabins al llarg de la seva història, entre ells cal destacar als rabins Milton Steinberg i Judah Nadich.